# 刁沼芬
刁沼芬（1905年—1986年），广东兴宁人，中国工商业者、政治人物，广东省政协原副主席，中国民主建国会中央委员会委员、广东省委员会原副主任委员，第三、四、五届全国政协委员。